# Tim Steens
Timotheus ("Tim") Bernardus Steens (Rotterdam, 13 december 1955) is een voormalig Nederlands hockeyer en thans commentator. Steens speelde 162 interlands (twaalf doelpunten) voor de Nederlandse hockeyploeg. De verdediger annex middenvelder verdedigde de clubkleuren van achtereenvolgens HC Aeolus, Victoria en HC Klein Zwitserland. 
Steens maakte zijn debuut voor het Nederlands elftal op 19 juli 1975 in Montreal, in een oefenduel tegen Groot-Brittannië, dat met 2-1 gewonnen werd. Hij nam deel aan twee Olympische Spelen: Montreal 1976 en Seoel 1988.
Bij dat laatste toernooi, waar Nederland de bronzen medaille won, speelde hij ook zijn laatste interland. Steens legde zich na zijn actieve hockeycarrière toe op de sportjournalistiek en werkt(e) onder meer voor het bondsblad van de KNHB (Hockey Magazine), de Wereldomroep, NOS Studio Sport, NOS Langs de Lijn, De Telegraaf en Ziggo Sport. Zijn broer Ron kwam eveneens uit voor het Nederlands hockeyelftal.
Jan Albers · 
André Bolhuis · 
Theodoor Doyer · 
Geert van Eijk · 
Imbert Jebbink · 
Hans Jorritsma · 
Wouter Kan · 
Coen Kranenberg · 
Hans Kruize · 
Wouter Leefers · 
Paul Litjens · 
Maarten Sikking · 
Ron Steens · 
Tim Steens · 
Bart Taminiau · 
Rob Toft ·
Coach: Wim van Heumen
Marc Benninga · 
Floris Jan Bovelander · 
Jacques Brinkman · 
Maurits Crucq · 
Marc Delissen · 
Cees Jan Diepeveen · 
Patrick Faber · 
Taco van den Honert · 
Ronald Jansen · 
René Klaassen · 
Hendrik Jan Kooijman · 
Jan Hidde Kruize · 
Frank Leistra · 
Erik Parlevliet · 
Gert Jan Schlatmann · 
Tim Steens ·
Coach: Hans Jorritsma